# Halaelurus buergeri
Halaelurus buergeri е вид хрущялна риба от семейство Scyliorhinidae. Обитава северозападната част на Тихия океан. Среща се в зоната на континенталния шелф на дълбочина 80 – 100 m. Достига размер до 49 cm. За първи е описан от Мюлер и Хенле през 1838 г. в книгата Systematische Beschreibung der Plagiostomen.